# 1890年英國對葡萄牙的最後通牒

此地圖粉色的地方為葡萄牙所聲稱擁有主權的殖民地地區。

1890年1月11日，英國政府向葡萄牙王國下達了最後通牒，史稱1890年英國最後通牒。當時，葡萄牙在非洲有葡屬莫三比克和安哥拉兩塊殖民地。葡萄牙希望獲得這兩塊殖民地中間的大片土地，其中包括現今的津巴布韋和贊比亞的大部分地區以及大部分馬拉威一帶。此中間地帶已包含在葡萄牙的「粉紅地圖」之中。然而，同時英國也希望取得該地區，因此對葡萄牙下達了最後通牒，要求她放棄該地區的主權聲索。
有時有人聲稱，英國政府之所以提出反對，是因為葡萄牙的「粉色地圖」主張與其建立開羅—開普敦鐵路的計劃互斥。葡萄牙希望連同東西非洲，而英國希望利用該鐵路連結從南非至埃及的殖民地。

此地圖顯示了英國對開普敦-開羅鐵路路線的不完全控制。此地圖展現的時間是1913年。
英國殖民地
葡萄牙殖民地

## 背景
葡萄牙在16世紀起就佔領了莫三比克沿岸，並從1853年起，葡萄牙政府開展了一系列軍事行動，將贊比西河一帶納入其控制之下。在19世紀初，葡萄牙在赤道以南的非洲的僅在安哥拉至盧安達和本格拉附近擁有據點。在1850年左右，英國探險家探索了尼亞薩湖（現在的馬拉維湖）以南和以西的地區，並在當地建立了幾個長老教會，並於1876年在現今的布蘭岱一帶建立了貿易定居點。